# Emir Can İğrek
Emir Can İğrek (Çerkezköy, 2 aprile 1993) è un cantante turco.

## Biografia
Emir Can İğrek ha fatto il suo esordio discografico con l'album in studio Ağır roman, pubblicato nel novembre 2018. Tre anni dopo è stato in lizza per il riconoscimento al miglior artista maschile agli Altın Kelebek Ödülleri grazie al brano di successo Kor. Felfena (2022) ha segnato la sua prima top ten nella neonata Turkey Songs, esordendo all'8º posto.
Nel giugno 2023 è avvenuta la pubblicazione del secondo LP, dal titolo Parti iptal; il disco include la hit Ali Cabbar, rimasta al numero uno per due settimane consecutive e candidata per un premio Altın Kelebek. Qualche mese più tardi la traccia tratta dal disco Can dostum ha scoperto popolarità, diventando il terzo ingresso del cantante nella top ten turca.

## Discografia

### Album in studio
- 2018 – Ağır roman
- 2023 – Parti iptal

### Album dal vivo
- 2023 – Volkswagen Arena 2023 Live

### Singoli
- 2017 – Gönül davası
- 2018 – Aç bağrını
- 2019 – Defoluyorum
- 2019 – Gömleğimin cebi
- 2019 – Dönsen bile
- 2019 – Nevale
- 2019 – Nalan
- 2019 – Silahım yok
- 2020 – Sapa
- 2020 – Meydan
- 2020 – Darbe (feat. Patron)
- 2020 – Saman sarısı
- 2020 – Dargın (con Zeynep Bastık)
- 2020 – Akşamcı
- 2020 – Saman sarısı (con Deeperise)
- 2021 – Bıraktım şaşırmayı
- 2021 – Zemin
- 2021 – Memur
- 2021 – Çiftetelli
- 2021 – Kor
- 2021 – İntihaşk
- 2022 – Gurbete kaçacağım
- 2022 – Felfena
- 2022 – Bana unutmayı anlat (con Cem Adrian)
- 2022 – Kafa tatili
- 2022 – Facia
- 2022 – Görünce dünyamın yıkıldığını (con Şanışer)
- 2022 – Beyoğlu
- 2022 – Dayanamam
- 2023 – Boşuna nefes tüketme
- 2024 – Rün (con Saian)
- 2024 – Bir karanfil
- 2024 – Tırnağın kırılmasın
- 2024 – Sevdam ağlıyor (Saygi1) (con Sertab Erener)
- 2024 – Bir gün ölürsem
- 2025 – Elmas